# Nhạc Đường
Nhạc Đường (chữ Hán giản thể: 岳塘区) là một quận thuộc địa cấp thị Tương Đàm tỉnh Hồ Nam Cộng hòa Nhân dân Trung Hoa. Quận này có diện tích 206 ki-lô-mét vuông, dân số năm 2002 là 330.000 người. Chính quyền quận đóng ở nhai đạo Kiến Thiết Lộ. Về mặt hành chính, quận Nhạc Đường được chia thành 14 nhai đạo, 1 trấn, 0 hương và 1 nông trường.
- Nhai đạo: Xã Kiến Thôn, Ngũ Lý Đôi, Bảo Tháp, Hồng Kỳ, Đông Bình, Kiến Thiết Lộ, Nhạc Đường, Thư Viện Lộ, Hà Thành, Trung Châu Lộ, Hạ Nhiếp Ty, Bản Đường, Hà Đường và Song Mã.
- Trấn: Chiêu Sơn.
- Hương:
- Nông trường Hồng Kỳ.